# Corseul
Corseul település Franciaországban, Côtes-d’Armor megyében. Lakosainak száma 2270 fő (2022. január 1.). Corseul Taden, Aucaleuc, Bourseul, Créhen, Languenan, Plancoët, Quévert, Saint-Maudez, Saint-Méloir-des-Bois, Saint-Michel-de-Plélan és Vildé-Guingalan községekkel határos.

## Népesség
A település népességének változása:
| Lakosok száma | 1925 | 2022 | 1987 | 1900 | 2109 | 2151 | 2184 | 2197 | 2223 | 2270 |
|               | 1968 | 1982 | 1990 | 2006 | 2013 | 2015 | 2017 | 2019 | 2020 | 2022 |